# Le Brethon
Le Brethon település Franciaországban, Allier megyében. Lakosainak száma 324 fő (2022. január 1.). Le Brethon Cérilly, Hérisson, Saint-Bonnet-Tronçais, Saint-Caprais, Vallon-en-Sully, Le Vilhain és Meaulne-Vitray községekkel határos.

## Népesség
A település népességének változása:
| Lakosok száma | 582  | 481  | 395  | 340  | 349  | 334  | 325  | 319  | 321  | 324  |
|               | 1968 | 1982 | 1990 | 2006 | 2013 | 2015 | 2017 | 2019 | 2020 | 2022 |